# Klášter Noirlac
Klášter Noirlac (fr. Abbaye de Noirlac, v překladu Černé jezero) býval cisterciácký klášter ve francouzském departementu Cher. Opatství je po dlouhodobé rekonstrukci jedinečnou ukázkou přísné řádové architektury.
První cisterciáci přišli pod vedením Roberta ze Châtillonu z Clairvaux okolo roku 1136 a na místě zvaném Dům boží založili své společenství. Roku 1149 je chudoba místních mnichů zmíněna v dopise opata Sugera a o rok později je obdaroval Ebbo VI. ze Charentonu pozemky a postupem času se opatství stalo rodovou nekropolí jeho potomstva, které klášter nadále podporovalo.
Roku 1790 došlo k sekularizaci, roku 1791 byl klášter prodán a od roku 1822 byla v jeho prostorách porcelánka. Po mnoha peripetiích začala roku 1950 rekonstrukce budov trvající až do roku 1980.